# Conjunt històric de Tarragona
El Conjunt històric de Tarragona és l'antic nucli de Tarragona declarat Bé Cultural d'Interès Nacional.

## Descripció
El nucli antic de Tarragona ocupa la part alta de la ciutat, i és voltat en tres dels seus quatre costats per la muralla d'origen romà. Amb una superfície de 20 Ha, l'estructura d'aquest nucli antic s'ha mantingut al llarg dels segles a partir de la configuració inicial donada pels romans i de l'organització en tres recintes que ajuden a disminuir la inclinació del tossal on s'assenta la ciutat.
El primer recinte està situat a la part superior i és delimitat per l'antiga muralla i pels carrers de la Civaderia, de la Merceria i per la plaça del Fòrum. Aquests carrers formen una via transversal que separa el primer recinte del segon, i que va obrir-se a l'edat mitjana al peu del mur de contenció de la primera terrassa o recinte. L'edifici de la catedral és el més destacat d'aquest recinte superior. Altres construccions de caràcter religiós ubicades en aquest sector són el Palau de l'Arquebisbe, el Seminari Diocesà i les Cases dels Canonges. També són d'interès arquitectònic l'antic hospital de Santa Tecla i les cases de la Cambreria, Elies i del Degà.
El carrer Major centra el segon recinte, constituït per carrers d'estructura ortogonal, i traçat a l'edat mitjana, al costat dels murs de contenció i de les muralles bastits pels romans. Així, per damunt del mur del circ va ser traçada una via que anava des de l'actual plaça del Pallol pel carrer de Cavallers i el de la Nau fins al Pretori. També es va obrir una via al costat de la muralla occidental, que correspon als actuals carrers de Salines i de la baixada del Roser. La part oriental era ocupada pel call jueu. En conjunt, aquest segon sector no ha experimentat reformes urbanístiques que hagin alterat l'estructura del segle xiv. Els edificis més remarcables són l'antic Ajuntament, les restes del Fòrum romà, la casa de l'Abat, l'església de Sant Miquel del Pla, el Museu d'Art Modern, l'antiga casa de la Generalitat, la casa Castellarnau, la casa Montoliu i l'antic Pretori, a més del conjunt de la plaça del Pallol.
El tercer recinte ocupa l'espai corresponent al de l'antic circ romà. Conegut durant els segles xii i xiii com a raval del Corral, fins al segle xiv va estar separat de la zona superior pel mur del circ. L'element principal d'aquest sector és la plaça de la Font, que ocupa el lloc de l'antiga arena del circ, i a un costat de la qual s'alça el palau de l'Ajuntament i la Diputació.

## Notícies històriques
La ciutat de Tarragona té el seu origen en una base militar establerta per Cneu Escipió a l'inici de la conquesta romana de la península (218 aC). Tingué després un paper important com a port i porta d'entrada de la vall de l'Ebre, eix de la penetració romana a Hispània. El 45 aC fou erigida en colònia, i esdevingué capital de la Hispània Citerior (després Tarraconense, amb una extensió major).
En època d'August la ciutat romana rebé la seva configuració definitiva en tres recintes o terrasses, d'acord amb la seva topografia: a la part alta hi havia el fòrum provincial i una zona de temples, a la terrassa mitjana el circ i altres construccions ocupades després per la ciutat moderna, i a la inferior el fòrum, el teatre, una àrea residencial i l'amfiteatre.
A mitjan segle iii ja tenia bisbe propi, sant Fructuós (martiritzat el 257), i tot i les invasions dels alamans i els francs, mantingué la capitalitat provincial i la seu metropolitana. La seva decadència s'accentuà arran de la conquesta visigòtica (470-475) i musulmana (716). La ciutat restà abandonada de fet fins a mitjan segle xii, quan el seu repoblament fou confiat al cavaller normand Robert Bordet (1129), el qual atorgà una carta de repoblament el 1149. La jurisdicció sobre la ciutat i el camp de Tarragona es repartiren (1173) entre la mitra i la corona (que vengué la seva part el 1391).
La funció de seu episcopal i la favorable conjuntura econòmica del segle xiii portaren a una notable prosperitat, fins a la crisi demogràfica del 1348, agreujada al segle xv per la guerra contra Joan II (setge de 1462). La recuperació fou molt lenta, tot i el creixement demogràfic del segle xviii i xix. Finalment, el boom econòmic i demogràfic que ha significat la industrialització dels anys 1960 ha fet canviar substancialment la configuració de la ciutat moderna.